# Andrea Bernardi
Andrea Bernardi, apodado Novacula, (Bolonia, 1450 - Forlì, 1522) fue un barbero italiano, autor de una crónica de los acontecimientos ocurridos en Italia entre 1475 y 1517. 

## Biografía
Nacido en el seno de una familia de condición modesta de Bolonia, fue hijo de Pietro Bernardi, que era oriundo de San Giovanni in Persiceto.  En 1470 se estableció en Forlì como barbero, de donde le vino el sobrenombre de Novacula (en latín, navaja).  No tuvo hijos de su matrimonio con Caterina Vargoli, pero adoptó como tales a sus tres sobrinas, hijas de su difunto hermano Giorgio.
Pocos años después de su llegada a Forlì comenzó la redacción de una crónica de los hechos acaecidos en la ciudad que le hizo ganar el favor de las autoridades.  Fue nombrado miembro del colegio de síndicos y en 1500 obtuvo la ciudadanía de Forlì; César Borgia le eximió del pago de impuestos, privilegio que fue confirmado posteriormente por el legado pontificio cuando la ciudad volvió a pertenecer a los Estados Pontificios; los magistrados de la ciudad le aclamaron oficialmente como "poeta e historiador inmortal", acto que fue ratificado por el podestà; el papa Julio II alabó su obra, y en 1516 el cardenal Achille Grassi lo nombró caballero.
Muerto en 1522 a los 72 años de edad, fue sepultado en la catedral de Santa Cruz de Forlì.

## La crónica forlivesa
La crónica de Bernardi, escrita "con un lenguaje ingenuo y popular, ajeno de toda preocupación literaria", abarca la historia de Forlì desde los últimos años del gobierno de Pino III Ordelaffi, pasando por la signoria de Girolamo Riario y Caterina Sforza, el breve dominio de César Borgia y la restauración de Antonio Maria Ordelaffi, hasta el regreso de la ciudad a los Estados Pontificios, pero no se limita solo a los hechos ocurridos en la ciudad, sino que también relata los acontecimientos ocurridos en la Romaña y en general en toda Italia, incluyendo la muerte del duque de Milán Galeazzo Maria Sforza, la conspiración de los Pazzi en Florencia, la guerra de Ferrara, la revuelta de los barones en el Reino de Nápoles en 1486, la entrada de Carlos VIII de Francia en 1494 durante la primera guerra italiana, la guerra de Nápoles y la política de Alejandro VI, Julio II y León X para llevar a cabo la unidad de los estados de la Iglesia.  También relata aspectos menores de las costumbres de su tiempo, de la vida popular y religiosa, de las ceremonias sagradas y de la constitución y actividad de las confraternidades.